# Willem Maris
Willem Maris (L'Aia, 18 febbraio 1844 – L'Aia, 10 ottobre 1910) è stato un pittore olandese, esponente della scuola dell'Aia e celebre per i suoi paesaggi.

## Biografia
Willem era il terzo di una famiglia con cinque figli: i suoi due fratelli maggiori Jacob e Matthijs Maris furono anch'essi pittori. Nelle varie storie dell'arte è spesso descritto come un autodidatta, infatti lo stesso Maris descrisse così i suoi primi anni di studio: 
Maris ricevette consigli e suggerimenti anche dal pittore di animali Pieter Stortenbeker, celebre per i suoi dipinti con soggetti animali, che gli diede alcune opere da copiare.
Nel 1862 Maris presentò pubblicamente la sua prima opera Mucche nella brughiera, che potrebbe essere stato dipinto a Oosterbeek, località da lui visitata per la prima volta in quell'anno. Fu a Oosterbeek che incontrò Gerard Bilders e Anton Mauve. Maris avrebbe così descritto il suo incontro con Mauve:
Rimasero buoni amici per il resto della loro vita.
Anche il figlio di Willem Maris, Simon (1873-1935) fu un pittore.